# Пустынь (Кукобойское сельское поселение)
Пустынь — деревня в Первомайском районе Ярославской области России, входит в состав Кукобойского сельского поселения, относится к Крутовскому сельскому округу. 

## География
Расположена в 21 км на северо-запад от центра поселения села Кукобой и в 82 км на северо-запад от райцентра посёлка Пречистое. 

## История
Каменная церковь в Исаковом монастыре построена и освящена в 1758 году. Впереди холодная, с одним престолом во имя Рождества Пресвятой Богородицы; другая половина ее теплая, с 2 престолами: во имя Рождества св. Иоанна Предтечи и во имя св. и чуд. Николая. 
В конце XIX — начале XX века деревня входила в состав Подорвановской волости Пошехонского уезда Ярославской губернии.
С 1929 года деревня входила в состав Исаковского сельсовета Первомайского района, с 1954 года — в составе Крутовского сельсовета, с 2005 года — в составе Кукобойского сельского поселения.

## Население
| 1859 | 1914 | 2002 | 2007 | 2010 |
| ---- | ---- | ---- | ---- | ---- |
| 125  | ↗142 | ↘8   | ↘0   | →0   |

## Достопримечательности
В селе расположен Исааковский Рождество-Богородицкий монастырь с Церковью Рождества Богородицы (1758) и Церковью Серафима Саровского.